# Deudorix elioti
Deudorix elioti is een vlinder uit de familie van de Lycaenidae. De wetenschappelijke naam van de soort is voor het eerst geldig gepubliceerd in 1940 door Corbet.